# El astronauta (película de 2024)
Spaceman (El astronauta en Latinoamérica  y España) es una película dramática de ciencia ficción estadounidense dirigida por Johan Renck a partir de un guion de Colby Day, basada en la novela Spaceman of Bohemia de 2017 de Jaroslav Kalfar.
La película tuvo su estreno en la 74.ª edición del Festival Internacional de Cine de Berlín el 21 de febrero de 2024, para después ser estrenada en Netflix el 1 de marzo de 2024.

## Reparto
- Adam Sandler como Jakub Procházka
- Carey Mulligan como Lenka Procházka
- Paul Dano como la voz de Hanuš
- Kunal Nayyar como Peter
- Isabella Rossellini como la comandante Tuma
- Lena Olin como Zdena

## Producción
En octubre de 2020, Netflix anunció que la novela Spaceman of Bohemia se adaptaría a un largometraje del mismo nombre dirigido por Johan Renck y protagonizado por Adam Sandler. En abril de 2021, Carey Mulligan se unió al elenco, y el proyecto fue rebautizado como Spaceman. El 19 de abril de 2021 se anunció que Paul Dano y Kunal Nayyar se unieron al elenco.
El rodaje comenzó en abril de 2021 y finalizó el 1 de julio de ese mismo año.

## Lanzamiento
Aunque, Spaceman, estaba programada para estrenarse en 2023 en Netflix, debido al impacto de la huelga laboral del SAG-AFTRA de 2023, se movió su estreno para 2024.

## Personajes
- Datos: Q107175474
- Multimedia: Spaceman (2024 film) / Q107175474